# Democraten 2100
Democraten 2100 (Engels: Revolt in 2100) is een verhalenbundel met drie verhalen van de Amerikaanse sciencefictionschrijver Robert Heinlein. Het origineel dateert uit 1953. Het werd in het Nederlandse taalgebied uitgegeven door Uitgeverij Het Spectrum (catalogusnummer 1524) in 1972 tegen een prijs van 3,50 NLG. In 1979 volgde een tweede druk tegen een prijs van 7,90 NLG. Er volgde nog minstens tweede herdrukken (vierde druk in 1994).
De drie verhalen geven een toekomstbeeld in de ogen van de Amerikaanse schrijver, die hij vastlegde in een serie verhalen onder de titel Future History.
- "Als dit zo doorgaat" (If this goes on) is het langste verhaal (140 bladzijden). Het handelt over een theocratische Verenigde Staten. Een opstand vanwege de strenge regels in de ene geloofsgemeenschap wordt ondersteund door een andere geloofsgemeenschap met andere met even strikte regels. Het leidt uiteindelijk tot een maatschappij op basis van liberalisme. Het verhaal stamt uit 1940 en werd voor het eerst gepubliceerd in Astounding Science Fiction.
- "Barbarije" (Coventry, 50 pagina's) en "Buitenbeentje" (Misfit, 20 pagina's) geven commentaar van een persoon die moet zien te overleven in dat systeem. De verhalen dateren uit respectievelijk 1940 en 1939, en werden eveneens oorspronkelijk gepubliceerd in Astounding Science Fiction.

De Amerikaanse uitgave werd voorafgegaan door een voorwoord door Henry Kuttner (The innocent eye) en nawoord (Concerning stories never written), die de Nederlandse uitgave mist. Amerikaanse herdrukken gingen vergezeld door een of meerdere verhalen uit dezelfde serie Future History.